# Scaphytopius rubellus
Scaphytopius rubellus är en insektsart som beskrevs av Sanders och Delong 1919. Scaphytopius rubellus ingår i släktet Scaphytopius och familjen dvärgstritar. Inga underarter finns listade i Catalogue of Life.